# Une mère (film, 1921)
Pour les articles homonymes, voir Une mère et Salvage.
Pour plus de détails, voir Fiche technique et Distribution.
Une mère (titre original : Salvage) est un film muet américain réalisé par Henry King et sorti en 1921.

## Synopsis
Après que son riche mari Cyrus l'a informée de la mort de leur bébé, Bernice Ridgeway le quitte et prend un appartement en face de celui de Kate Martin, dont le mari est en prison, et se familiarise avec Kate et son enfant. Lorsque Kate se suicide, Bernice prend l'enfant avec elle et prend aussi le nom de Kate. Fred Martin, qui a purgé sa peine, découvre la situation mais garde le secret. Sur son lit de mort, Cyrus apprend à Bernice que cet enfant est en fait le sien, boiteux à la naissance mais guéri par une opération. Ridgeway meurt, laissant sa fortune à Bernice, qui commence à aimer Fred Martin.

## Fiche technique
- Titre original : Salvage
- Réalisation : Henry King
- Photographie : J. Devereaux Jennings
- Société de production : Robertson-Cole Company
- Société de distribution :  Robertson-Cole Distributing Corporation
- Pays de production :  États-Unis
- Langue : anglais
- Format : Noir et blanc - 35 mm - 1,37:1 - Muet
- Genre : Mélodrame
- Durée : 6 bobines
- Date de sortie :
  - États-Unis : 5 juin 1921

## Distribution
- Pauline Frederick : Bernice Ridgeway / Kate Martin
- Ralph Lewis : Cyrus Ridgeway
- Milton Sills : Fred Martin
- Helen Stone : Ruth Martin
- Rose Cade : Tessie
- Raymond Hatton : le boiteux
- Hobart Kelly : le bébé